# Casino Jack
Pour plus de détails, voir Fiche technique et Distribution.
Casino Jack est un film canadien réalisé par George Hickenlooper, sorti en salles en 2010.

## Synopsis
Le film se passe dans les États-Unis des années 2000 et de l'ère Bush, il raconte l'histoire de Jack Abramoff (en), lobbyiste très influent dans le monde de la politique qui se retrouve mêlé à une affaire de corruption et de transactions frauduleuses.

## Fiche technique
- Titre : Casino Jack
- Réalisation : George Hickenlooper
- Scénario : Norman Snider
- Producteurs : Bill Marks, Gary Howsam et George Zakk
- Montage : William Steinkamp
- Directeur de la photographie : Adam Swica
- Compositeur : Jonathan Goldsmith Jonathan Goldsmith (en)
- Distribution des rôles :
- Décors :
- Costumes :
- Coiffeuse : Cliona Furey
- Maquillage : Donald Mowat
- Production :
- Société de production :
- Distribution :
- Budget : 12 500 000 $[1]
- Format : 2,35:1 – Couleur — Son Dolby Digital
- Pays :  Canada
- Langue : anglais
- Genre : Comédie noire et thriller
- Durée : 108 minutes
- Dates de sortie :
  - Canada : première au Festival de Toronto le 16 septembre 2010, sortie limitée le 28 janvier 2011
  - États-Unis : 17 décembre 2010 (sortie limitée)

## Distribution
- Kevin Spacey : Jack Abramoff
- Kelly Preston : Pam Abramoff
- Rachelle Lefevre : Emily J. Miller
- Barry Pepper : Michael Scanlon
- Jon Lovitz : Adam Kidan
- John David Whalen : Kevin A. Ring
- Yannick Bisson : Oscar Carillo
- Graham Greene : Bernie Sprague
- Eric Schweig : Chief Poncho
- Maury Chaykin : Big Tony
- Christian Campbell : Ralph Reed
- Spencer Garrett : Tom DeLay

## Production
Il s'agit du dernier film de l'acteur Maury Chaykin, décédé deux mois avant la présentation du film au Festival de Toronto, ainsi que du réalisateur George Hickenlooper, décédé le lendemain de la présentation de Casino Jack au Festival d'Austin.

### Avant-première et sortie
Casino Jack fut présenté en avant-première au Festival de Toronto le 16 septembre 2010.

## Réception

### Accueil critique
Casino Jack a rencontré un accueil critique mitigé, recueillant 37 % d'avis favorables sur le site Rotten Tomatoes, basé sur 92 commentaires collectés et une note moyenne de 5.4⁄10 et un score de 51⁄100 sur le site Metacritic, basé sur 24 commentaires collectés.

### Box-office
Casino Jack a rencontré un échec commercial car tourné pour un budget de 12,5 millions de dollars, il a rapporté 1 083 683 dollars de recettes au box-office mondial. La raison est due aux sorties limitées au Canada et aux États-Unis et à un faible nombre de pays à l'avoir sorti en salles.

## Récompenses et distinctions
- Nomination au Golden Globe du meilleur acteur dans un film musical ou une comédie pour Kevin Spacey (2011)